# 失剌比
失剌比（斯勒巴尔，Selebar）是是印度尼西亚苏门答腊西南海岸的港口小镇。位于明古鲁市之南数公里，以大型港口著称。从行政管理的角度来看属于明古鲁省。
《明史》作失剌比。失剌比在永乐十六年（1418年）遣使向明朝朝贡。明成祖赐给使者冠带、金织文绮、袭衣、彩币、白金，其王也有优赐。

## 延伸阅读
[在维基数据编辑]
 《欽定古今圖書集成·方輿彙編·邊裔典·失剌比部》，出自陈梦雷《古今圖書集成》
 《明史卷三百二十六》，出自《明史》